# Kampfgeschwader 54
Kampfgeschwader 54 „Totenkopf“ (zkr.: KG 54) byla bombardovací eskadra německé Luftwaffe za druhé světové války. KG 54 se účastnila všech významných bitev evropské části války. Eskadra vznikla 1. května 1939 a sestávala ze Stab./KG 54, II. Gruppe a III. Gruppe (~ skupina) se základnou v německém Fritzlaru, I. Gruppe byla zformována až v prosinci téhož roku. Vyzbrojena byla středními bombardéry Heinkel He 111 a Junkers Ju 88. Emblém KG 54, tvořený umrlčí lebkou, byl velice podobný tomu, který používala 3. SS Division Totenkopf (3. divize SS „Totenkopf“). Na podzim roku 1944 byla eskadra vybavena stíhacími bombardéry Messerschmitt Me 262 A-2a Sturmvogel. KG 54 zanikla spolu s kapitulací Německa v květnu 1945.